# Kroksjön (Enslövs socken, Halland)
Kroksjön är en sjö i Halmstads kommun i Halland och ingår i Nissans huvudavrinningsområde. Sjön är 11,7 meter djup, har en yta på 0,0985 kvadratkilometer och är belägen 133,6 meter över havet. Sjön avvattnas av vattendraget Boarpsbäcken. Vid provfiske har abborre, gädda och mört fångats i sjön.

## Delavrinningsområde
Kroksjön ingår i det delavrinningsområde (629630-133040) som SMHI kallar för Ovan Lyngabäck. Medelhöjden är 110 meter över havet och ytan är 14,67 kvadratkilometer. Det finns inga avrinningsområden uppströms utan avrinningsområdet är högsta punkten. Boarpsbäcken som avvattnar avrinningsområdet har biflödesordning 2, vilket innebär att vattnet flödar genom totalt 2 vattendrag innan det når havet efter 18 kilometer. Avrinningsområdet består mestadels av skog (83 procent) och jordbruk (10 procent). Avrinningsområdet har 0,1 kvadratkilometer vattenytor vilket ger det en sjöprocent på 0,7 procent.